# 尾道市立土生中学校
尾道市立土生中学校（おのみちしりつ はぶちゅうがっこう）は、かつて広島県尾道市因島土生町に存在した公立中学校である。

## 概要
尾道市立田熊中学校・尾道市立三庄中学校と統合に伴い、2010年3月31日に閉校。統合先の中学校は尾道市立因島南中学校となる。
2015年4月1日、同校跡地に尾道市立因島南小学校が開校している。

## 沿革

### 開校以後
- 1947年(昭和22年)
  - 4月1日 - 広島県御調郡土生中学校として開校[注 1]。
- 1953年(昭和28年)
  - 1月28日 - 同校が閉校当時の現在地に移転[注 2]。
  - 5月1日 - 同校が因島市立土生中学校に改称[注 3]。
- 1955年(昭和30年)
  - 9月25日 - 同校の全校舎が完成[1]。
- 1988年(昭和63年)
  - 10月13日 - 同校の新校舎が落成[1]。
- 2006年(平成18年)
  - 1月10日 - 同校が尾道市立土生中学校に改称[注 4]。
- 2010年(平成22年)
  - 3月31日 - 同校が閉校[1]。

### 閉校以後
- 2015年(平成27年)
  - 4月1日 - 同校跡地に尾道市立因島南小学校が開校。

### 歴代校長
| 代数 | 氏名     | 発令年月日             | 前職 | 後職                     | 脚注  |
| ---- | -------- | ---------------------- | ---- | ------------------------ | ----- |
| 01   | 河野俊輔 | 1947年(昭和22年)4月1日 |      |                          | [ 1 ] |
| 02   | 功野学郎 | 1948年(昭和23年)4月1日 |      |                          | [ 1 ] |
| 03   | 毛利義夫 | 1951年(昭和26年)4月1日 |      |                          | [ 1 ] |
| 04   | 河野俊輔 | 1958年(昭和33年)4月1日 |      |                          | [ 1 ] |
| 05   | 杉本高一 | 1968年(昭和43年)4月1日 |      |                          | [ 1 ] |
| 06   | 加藤玄明 | 1974年(昭和49年)4月1日 |      |                          | [ 1 ] |
| 07   | 杉原國幹 | 1979年(昭和54年)4月1日 |      |                          | [ 1 ] |
| 08   | 年恵眞治 | 1982年(昭和57年)4月1日 |      |                          | [ 1 ] |
| 09   | 岡野孝司 | 1987年(昭和62年)4月1日 |      |                          | [ 1 ] |
| 10   | 峰松満彦 | 1991年(平成03年)4月1日 |      |                          | [ 1 ] |
| 11   | 柴田一夫 | 1992年(平成04年)4月1日 |      |                          | [ 1 ] |
| 12   | 村上喬一 | 1995年(平成07年)4月1日 |      |                          | [ 1 ] |
| 13   | 河野貢   | 2000年(平成12年)4月1日 |      |                          | [ 1 ] |
| 14   | 岡野光伸 | 2005年(平成17年)4月1日 |      |                          | [ 1 ] |
| 15   | 岡本和信 | 2008年(平成20年)4月1日 |      | 尾道市立因島南中学校校長 | [ 2 ] |

## 校歌
- 作詞：葛原しげる
- 作曲：小山章三[3]

## 学区
- 尾道市立土生小学校（2015年に閉校）

## 学区の地理
- 尾道市役所因島総合支所
- 尾道警察署因島分庁舎
- 因島郵便局
- 尾道市立土生小学校
- 土生港
- 日立造船因島工場
- 因島日立グラウンド

## アクセス
- 因の島バス・広島バスセンター
  - 「宇和部」より約850m